# Tõnis Mägi
Tõnis Mägi, född 18 november 1948 i Tallinn, är en estnisk rocksångare, gitarrist, kompositör och skådespelare.
Mägi var en viktig gestalt i den sjungande revolutionen på 1980-talet.
Under 1970- och 80-talen var han främst känd som frontfigur i rockgrupperna Baltika, Kärjed, Laine, Muusik Seif, 777 och Ultima Thule. Han uppnådde popularitet i både Estland och i övriga Sovjetunionen.
1996 deltog han i den estniska uttagningen (Eurolaul) till Eurovision Song Contest det året. Han framförde bidragen Ballaad (3:e plats) och Eestimaa euromehe laul (10:e plats). Han deltog i Eurolaul 1998 med låten Mõni mägi och kom på 10:e och sista plats.
1999 tilldelades han Vita stjärnans orden av 4:e graden av Estlands president Lennart Georg Meri och 2010 tilldelades han Statsvapnets orden av 3:e graden.
Sedan januari 2007 är Mägi aktiv i Erakond Eestimaa Rohelised (Partiet De Gröna i Estland) och kandiderade för partiet till Riigikogu i parlamentsvalet samma år.

## Diskografi
- Mäe Kaks Nõlva (1983)
- Tõnis (1990)
- Hüüdja hääl (1993)
- Liivakell (1995)
- Las jääda kõik, mis hea 1 (1996)
- Las jääda kõik, mis hea 2 (1996)
- Kaunilt kaua (1998)
- Eesti Kullafond (2000)
- Jäljed (2003)
- Siirius (2003)
- Vestlus Hermanniga (2005)
- 2teist (2006)
- KIIK & KIRIK (2008)
- Tarkus (2011)